# Smittium chironomi
Smittium chironomi är en svampart som beskrevs av Manier 1970. Smittium chironomi ingår i släktet Smittium och familjen Legeriomycetaceae.   Inga underarter finns listade i Catalogue of Life.